# Colli Bolognesi Pignoletto Terre di Monte Budello
Il Colli Bolognesi Pignoletto Terre di Monte Budello era una tipologia del vino Colli Bolognesi  DOC, in seguito abrogata.